# Liste von Persönlichkeiten der Stadt Novara
Diese Liste enthält in Novara geborene Persönlichkeiten sowie solche, die in Novara gewirkt haben, dabei jedoch andernorts geboren wurden. Die Liste erhebt keinen Anspruch auf Vollständigkeit.

## In Novara geborene Persönlichkeiten

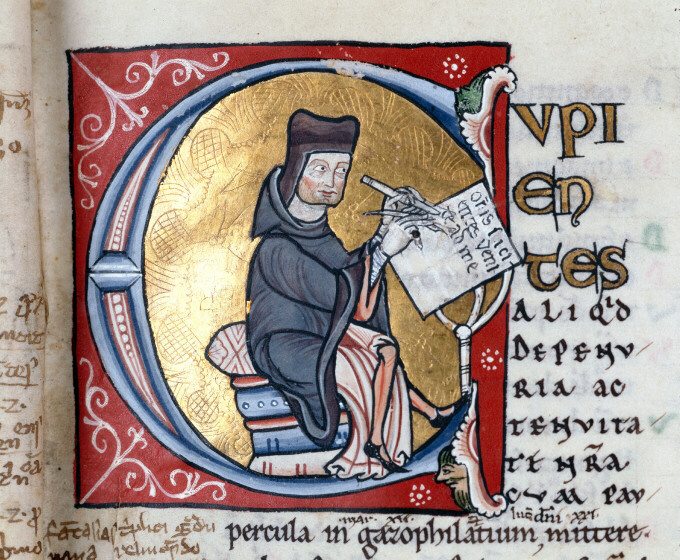
Petrus Lombardus

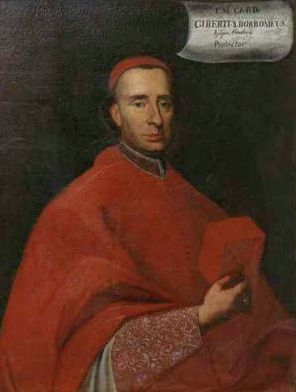
Kardinal Gilberto Borromeo

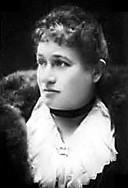
Maria Antonietta Torriani

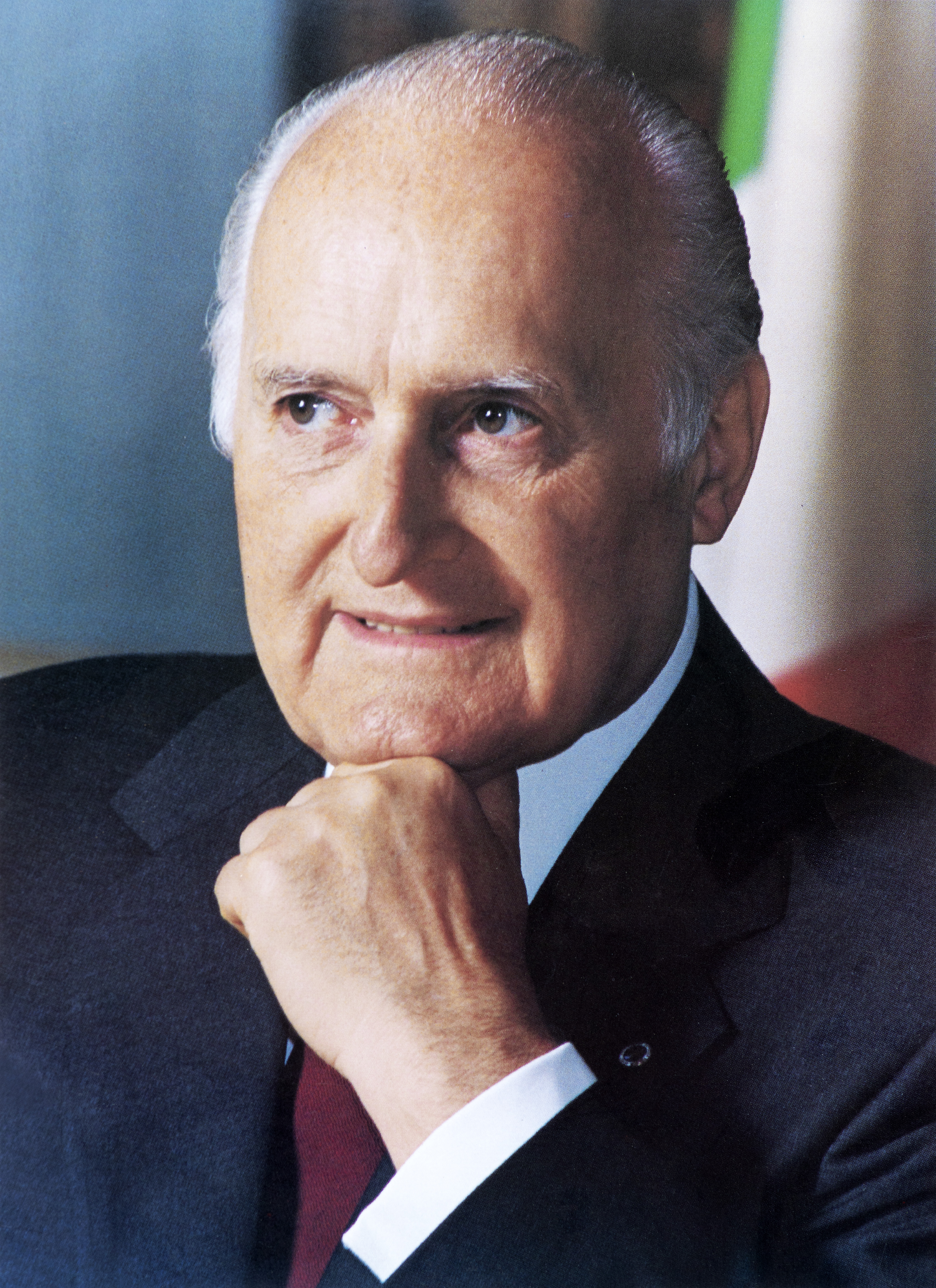
Oscar Luigi Scalfaro

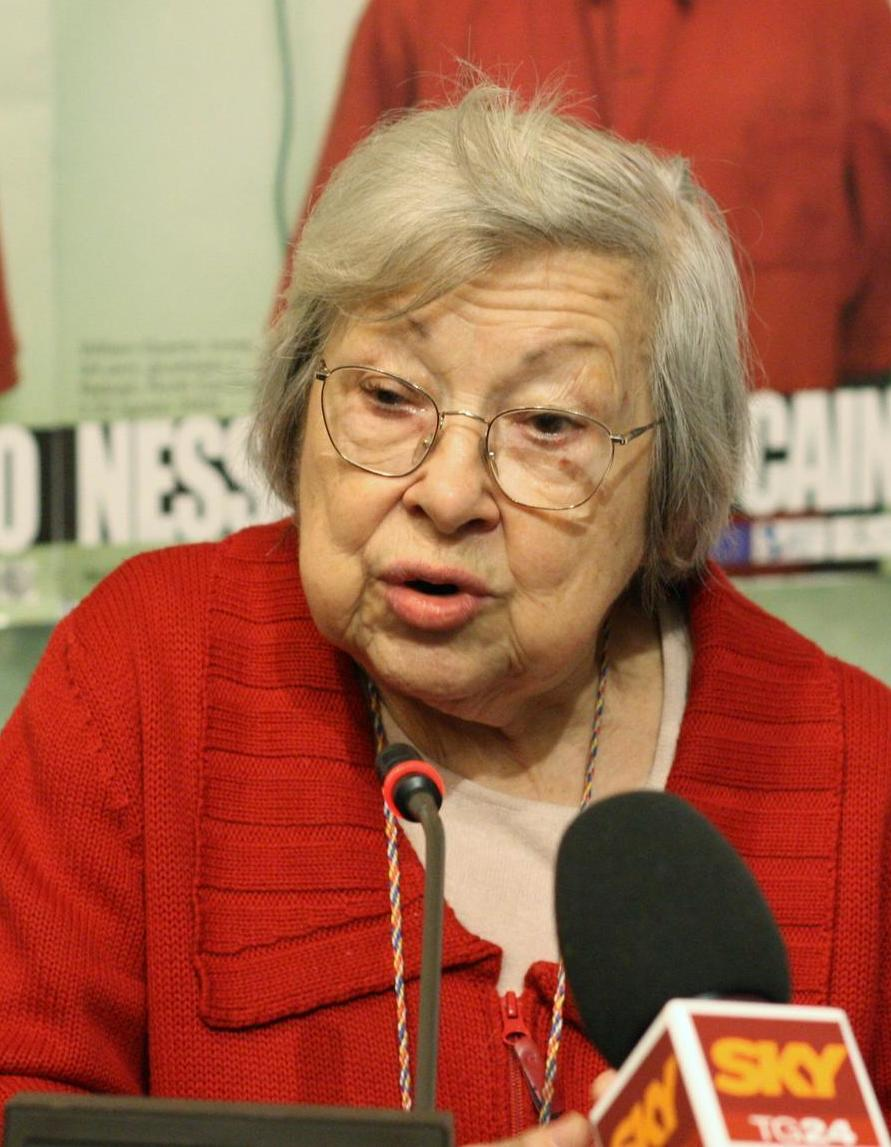
Lidia Menapace

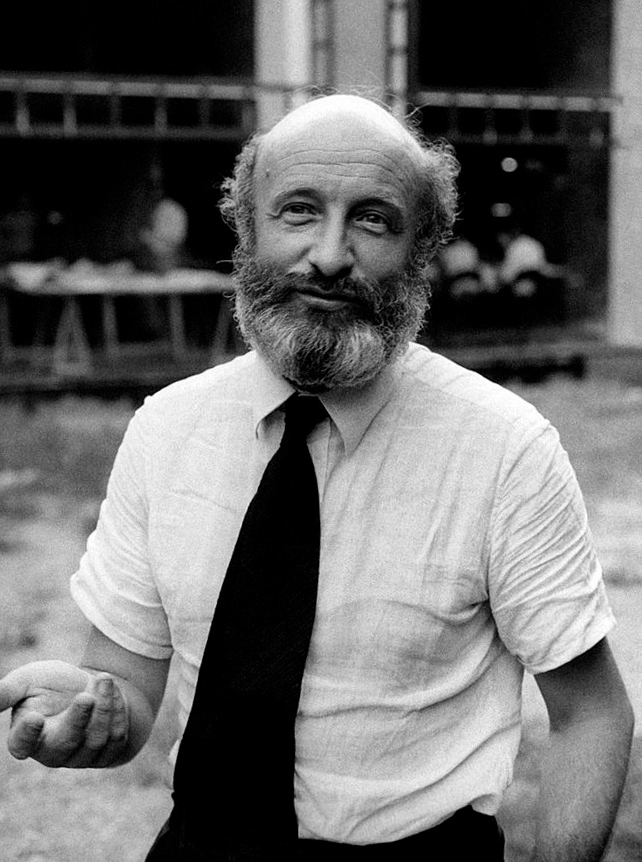
Vittorio Gregotti

### Bis 1900
- Gaius Albucius Silus (* um 50 v. Chr.; † um 16 n. Chr.), Rhetor und Deklamator zur Zeit des ersten römischen Kaisers Augustus
- Petrus Lombardus (≈1100–1160), Theologe
- Campanus von Novara (≈1220–1296), Astronom, Mathematiker, Astrologe und Arzt
- Fra Dolcino († 1307), Sektenführer
- Bartolino da Novara (um 1345–zwischen 1406 und 1410), Militäringenieur und Architekt
- Ardicino della Porta (1434–1493), Bischof von Aleria und Kardinal
- Gerolamo Della Porta (* um 1470; † nach 1527), Bildhauer und Baumeister der Renaissance
- Antonio Tornielli (1579–1650), Bischof von Novara
- Isabella Leonarda (1620–1704), Nonne und Komponistin
- Carlo Giuseppe Testore (ca. 1660–1737), Geigenbauer
- Joseph Maximilian von Tillier (1726–1788), österreichischer Feldmarschall-Lieutenant
- Philipp Georg von Browne (1727–1803), k. k. Feldmarschall-Lieutenant
- Giovanni Caccia-Piatti (1751–1833), Kurienkardinal
- Ottaviano Fabrizio Mossotti (1791–1863), Physiker und Astronom
- Giuseppe Regaldi (1809–1883), Dichter
- Giuseppe Ravizza (1811–1885), Rechtsgelehrter und Erfinder
- Giuseppe Tornielli Brusati di Vergano (1836–1908), Diplomat und Politiker
- Maria Antonietta Torriani (1840–1920), Schriftstellerin
- Giacinto Morera (1856–1909), Ingenieur und Mathematiker
- Gianni Bettini (1860–1938), Erfinder
- Enrico de Ferrari (1875–1945), römisch-katholischer Präfekt
- Vittorio Cerruti (1881–1961), Diplomat
- Felice Casorati (1883–1963), Maler
- Ezio Maria Gray (1885–1969), Politiker, Journalist und Abgeordneter
- Ugo Pavesi (1886–1935), Ingenieur, Erfinder und Unternehmer
- Luigi Tornielli di Borgolavezzaro (1888–1944), adeliger Bobsportler, Tennisspieler, Automobilrennfahrer, Sportfunktionär und Politiker
- Giacomo Fauser (1892–1971), Ingenieur und Chemiker
- Ettore Reynaudi (1895–1968), Fußballspieler[1]
- Rinaldo Barlassina (1898–1946), Fußballschiedsrichter

### Ab 1901
- Telesforo Bonadonna (1901–1987), Agrarwissenschaftler, Veterinärmediziner und Reproduktionsbiologe
- Mario Bonfantini (1904–1978), Schriftsteller, Übersetzer und Widerstandskämpfer
- Paolo Monti (1908–1982), Fotograf
- Carlo Emanuele Buscaglia (1915–1944), Pilot der italienischen Luftwaffe
- Teresio Martinoli (1917–1944), Jagdflieger im Zweiten Weltkrieg
- Oscar Luigi Scalfaro (1918–2012), Politiker und Staatspräsident (1992–1999)
- Guido Cantelli (1920–1956), Dirigent
- Lidia Menapace (1924–2020), Politikerin und Publizistin
- Angelo Del Boca (1925–2021), Journalist und Historiker
- Vittorio Gregotti (1927–2020), Architekt und Designer
- Enzo Mari (1932–2020), Designer und Objektkünstler
- Giovanni Ghiselli (1934–1997), Leichtathlet
- Umberto Orsini (* 1934), Schauspieler
- Giovanni Lajolo (* 1935), Kurienkardinal und Präsident der Päpstlichen Kommission für den Staat Vatikanstadt und des Governatorats der Vatikanstadt
- Sergio Tacchini (* 1938), Tennisspieler und Unternehmer
- Giancarlo Andenna (* 1942), Historiker
- Cosimo Pinto (* 1943), Boxer
- Giorgio Gorla (* 1944), Segler
- Domenico Volpati (* 1951), Fußballspieler
- Luciano Pedullà (* 1957), Volleyballtrainer
- Giuseppe Saronni (* 1957), Radrennfahrer und Teammanager
- Nicola Stranieri (* 1961), Jazzmusiker
- Gian Domenico Borasio (* 1962), Mediziner
- Pier Davide Guenzi (* 1964), Theologe
- Roberto Cota (* 1968), Politiker
- Alessandro Gini (* 1969), Autorennfahrer
- Cristina Andenna (* 1971), Historikerin
- Federico Italiano (* 1976), Lyriker, Literaturwissenschaftler, Übersetzer und Herausgeber
- Domenico Fioravanti (* 1977), Schwimmer
- Gianluca Cavalli (* 1978), Radrennfahrer
- Filippo Ciampanelli (* 1978), römisch-katholischer Geistlicher, Kurienbischof
- Andrea D’Aquino (* 1979), Triathlet
- Davide Crippa (* 1979), Politiker[2]
- Costanza Zanoletti (* 1980), Skeletonpilotin
- Laura Curione (* 1988), Bobsportlerin[3]
- Giulio Molinari (* 1988), Triathlet
- Giovanni Fonio (* 1998), Tennisspieler
- Alessio Zerbin (* 1999), Fußballspieler

## Berühmte Einwohner von Novara
- Ferdinando Taverna (1558–1619), Kardinal und Bischof von Novara
- Giovanni Pietro Volpi (1585–1636), Bischof von Novara
- Gasparo Casati (≈1610–1641), Komponist und Domkapellmeister
- Giberto Borromeo (1671–1740), Kardinal und Bischof von Novara
- Vittorio Filippo Melano (1733–1813), Erzbischof und Bischof von Novara
- Giuseppe Morozzo Della Rocca (1758–1842), Bischof von Novara
- Pietro Generali (1773–1832), Komponist und Musikpädagoge
- Carlo Coccia (1782–1873), Opernkomponist und Kirchenmusiker
- Stanislao Eula (1818–1886), Bischof von Novara
- Mattia Vicario (1849–1906), Bischof von Novara
- Giuseppe Castelli (1871–1943), Bischof von Novara
- Luigi Visintin (1892–1958), Geograph